# Otoglossum scansor
Otoglossum scansor là một loài thực vật có hoa trong họ Lan. Loài này được (Rchb.f.) Carnevali & I.Ramírez mô tả khoa học đầu tiên năm 2003.